# Ивашко, Григорий Лазаревич
Григо́рий Ла́заревич Ивашко (14 марта 1921 — 25 января 1945) — красноармеец, наводчик 76-мм пушки, Герой Советского Союза (1945, посмертно).

## Биография
Григорий родился 14 марта 1921 года в селе Малая Киреевка Бершадского района. Украинец. Член ВЛКСМ с 1944 года.
Работал механизатором в колхозе. В Красной Армии с 1940 года. Участник Великой Отечественной войны с июля 1941 года.
Воевал на 1-м и 2-м Украинских фронтах. Погиб 25 января 1945 года в бою при форсировании реки Одер. Похоронен в братской могиле в Болеславице в Польше.
За образцовое выполнение боевых заданий командования на фронтах борьбы с немецко-фашистскими захватчиками и проявленные при этом отвагу и героизм указом Президиума Верховного Совета СССР от 10 апреля 1945 года наводчику 76-мм пушки батареи 32-го артиллерийского Кишинёвского полка 31-й стрелковой Сталинградской ордена Богдана Хмельницкого дивизии красноармейцу Ивашко Григорию Лазаревичу посмертно присвоено звание Героя Советского Союза.

## Память
В с. Романовка установлена мемориальная доска, улица этого села носит имя Героя.